# Луман (село)
Луман (перс. لومان‎) — село на севере Ирана, в остане Тегеран. Входит в состав шахрестана Демавенд. Является частью дехестана (сельского округа) Джемабруд бахша Меркези.

## География
Село находится в восточной части остана, к югу от автодороги 79, на расстоянии приблизительно 15 километров (по прямой) к юго-востоку от города Демавенд, административного центра шахрестана. Абсолютная высота — 1893 метра над уровнем моря.

## Население
По данным переписи 2006 года население села составляло 207 человек (111 мужчин и 96 женщин). В Лумане насчитывалось 98 домохозяйств. Уровень грамотности населения составлял 46,4 %. Уровень грамотности среди мужчин составлял 49,6 %, среди женщин — 42,7 %.
В 2016 году в селе имелось 117 домохозяйств и проживало 337 человек (180 мужчин и 157 женщин).